# ピーター・ワイチェ (父)

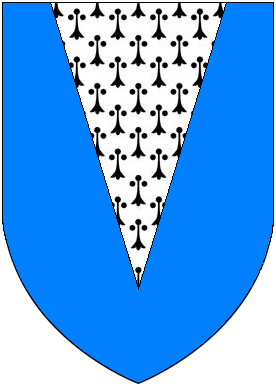
ワイチェ家の紋章（Azure, a pile ermine）

（サー・）ピーター・ワイチェ（Sir Peter Wyche、1593年? - 1643年）は、ロンドンの商人であり、1627年から1641年まで、オスマン帝国の王国時代のイングランド大使であった人物。

## 生涯
ピーターは商人であるリチャード・ワイチェ（Richard Wyche、1554年 - 1621年）の六男として1593年に生まれたとされ、リチャードの妻エリザベス・サルトンストール（Elizabeth Saltonstall）はロンドン市長のリチャード・サルトンストール（Richard Saltonstall、1517年 - 1600年）の娘であった。1626年12月16日に英王チャールズ1世によって騎士の称号を受け、11月18日に指示を受け、チャールズから爵位を授与された。大使としては1628年4月10日にオスマン帝都コンスタンティノープルに到着し、1639年5月にイングランドに戻るまでそのポストに留まり、在任中にピーター卿は、イングランド製毛織物の関税引き下げを実現させた。またコンスタンティノープルにいる間は、学者や旅行者のジョン・グリーブス（John Greaves）とエドワード・ポコック（Edward Pococke）に宿泊施設を提供した。このうち1637年12月から1640年8月まで、ポコッケは大使館に居住し、ピーター・ワイチェ卿の臨時牧師を務めた。
妻のジェーン・メレディスは、オスマン宮廷のハーレムを訪れてスルタナ（Sultana）を驚かせた。特にスルタナはイングランド人女性が身に着けているファージンゲール（farthingales）に驚いたと言われ、イングランドの女性全員がこにような変わった見目形をしているのではないだろうかと思ったという。
大使の座を離れた1641年には枢密院のカウンセラーと王室監査役（Comptroller of the King's Household）に就任し、国会に戦争を仕掛けることを嫌う国王の宣言に署名している。ピーターの子孫のシリル・ワイシュ卿（Sir Cyril Wyche）は、ピーターがチャールズ1世に30,000ポンドを貸したことを明かしている。イングランド内戦の行く末を見ることなく、1643年に亡くなり（没月日不明）、同年12月7日、オックスフォードのクライスト・チャーチ大聖堂（Christ Church Cathedral, Oxford）に埋葬された。大聖堂の南側通路に埋葬され、立派な記念碑が建てられた。

## 親族・子女
ピーターは、1627年4月17日、イギリスのミドルセックスのハンワース教会（Hanworth Church）でウィリアム・メレディス卿の娘ジェーン・メレディス（1660年に死亡）と結婚した。ピーター・ワイチェ卿とジェーン夫人の間には、以下の子供がいた。
- ピーター・ワイチェ（Peter Wyche (diplomat)） - 同名の息子。外交官になった。
- シリル・ワイチェ（Cyril Wyche） - コンスタンティノープルで生まれ、国会議員および王立学会の会長になった。
- タスカリーン（Tuscarene Wyche） - 1656年11月以前にシリアのアレッポで亡くなったことが分かっている。母親は1656年11月に財産の管理権を与えられた。
- ウィリアム・ワイチェ（William Wyche） - 1660年以前にイングランドで亡くなった。未婚であった。
- ジェーン・ワイチェ（Jane Wyche） - 初代バース伯爵、ジョン・グランヴィル（John Granville, 1st Earl of Bath）と結婚した（1628年8月29日 - 1701年8月22日）。
- シャレット（Shellet Wyche） - 若くして亡くなった。
- ソフィア・ウィッシュ（Sophia Wyche）- 同じく夭折。